# Acropimpla uttara
Acropimpla uttara là một loài tò vò trong họ Ichneumonidae.